# Maurits Lammertink
Maurits Lammertink (ur. 31 sierpnia 1990 w Enter) – holenderski kolarz szosowy.
Kolarstwo uprawiał również jego brat, Steven Lammertink.

## Osiągnięcia
Opracowano na podstawie:

2011
- 3. miejsce w Eschborn–Frankfurt U23
- 2. miejsce w mistrzostwach Holandii U23 (start wspólny)
- 1. miejsce na 4. etapie Czech Cycling Tour

2012
- 3. miejsce w Eschborn–Frankfurt U23
- 1. miejsce w Karpackim Wyścigu Kurierów
  - 1. miejsce w klasyfikacji punktowej
  - 1. miejsce na 1. etapie
- 1. miejsce w klasyfikacji górskiej Oberösterreichrundfahrt

2014
- 3. miejsce w Ronde van Overijssel
- 1. miejsce w Circuit de Wallonie
- 1. miejsce na 4. etapie Czech Cycling Tour
- 3. miejsce w Dookoła Mazowsza
  - 1. miejsce w klasyfikacji punktowej
  - 1. miejsce na 5. etapie

2015
- 1. miejsce na 4. etapie Tour du Limousin
- 2. miejsce w Coppa Sabatini

2016
- 1. miejsce w Tour de Luxembourg
  - 1. miejsce w klasyfikacji młodzieżowej

2017
- 1. miejsce na 4. etapie Baloise Belgium Tour

2019
- 2. miejsce w Tour de Luxembourg

2020
- 2. miejsce w Paryż-Camembert

## Rankingi
| Rok             | 2011 | 2012 | 2013 | 2014 | 2015 | 2016 | 2017 | 2018 | 2019 | 2020 | 2021 |
| --------------- | ---- | ---- | ---- | ---- | ---- | ---- | ---- | ---- | ---- | ---- | ---- |
| UCI World Tour  |      |      | -    |      |      | -    | 190. | 155. |      |      |      |
| World Ranking   |      |      |      |      |      | 157. | 334. | 382. | 267. | 224. | 798. |
| UCI Europe Tour | 565. | -    |      | 88.  | 57.  | 58.  | 316. | 670. | 218. | 187. | 617. |
|                 |      |      |      |      |      |      |      |      |      |      |      |
| Źródło: UCI     |      |      |      |      |      |      |      |      |      |      |      |